# Conrad Graf

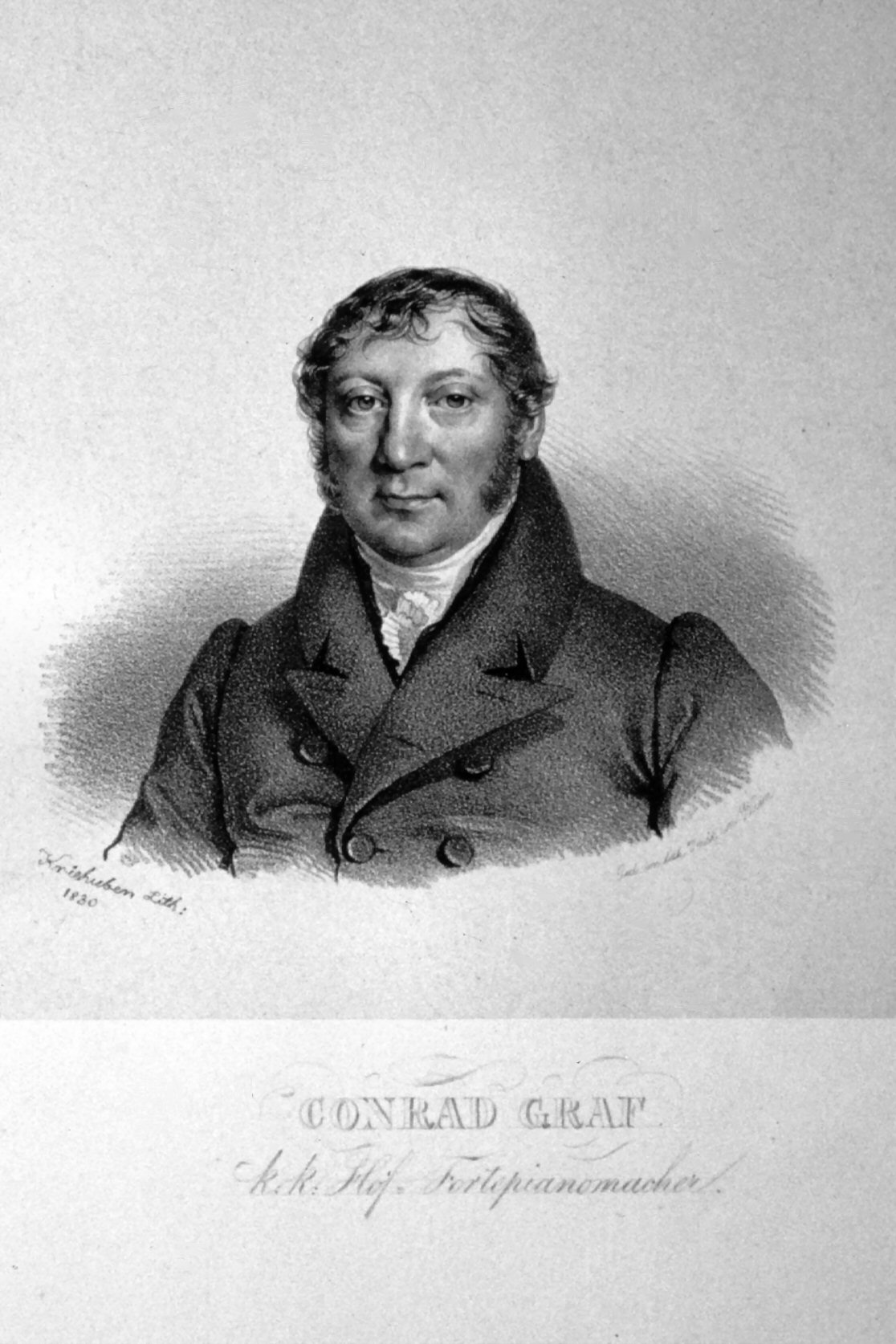
Conrad Graf, Lithografie von Josef Kriehuber, 1830

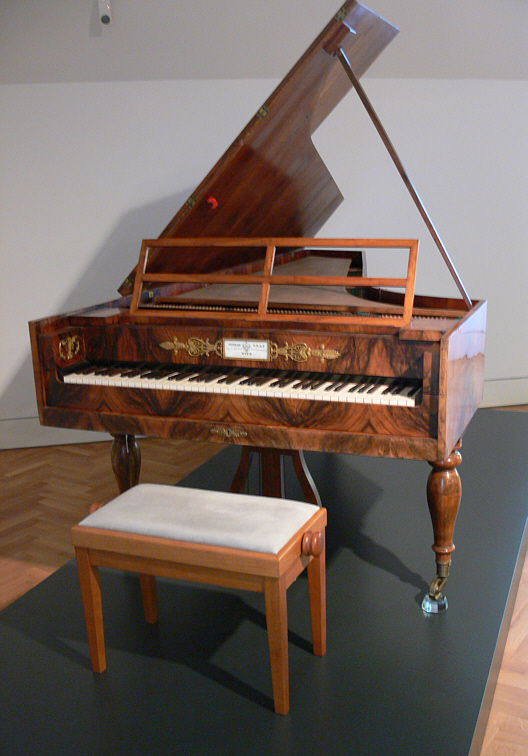
Hammerflügel von Conrad Graf

Conrad Graf (* 17. November 1782 in Riedlingen, Württemberg; † 18. März 1851 in Wien) war ein deutsch-österreichischer Klavierbauer.

## Leben
Als Halbwaise in Riedlingen aufgewachsen, wurde Graf als Tischler ausgebildet und zog 1799 nach Wien. Er trat dort in das neu errichtete Jäger-Freikorps ein, wurde aber nach vier Jahren Militärdienst wegen eines „schlechten Fußes“ verabschiedet. Daraufhin arbeitete er als Geselle beim Klaviermacher Jacob Schelkle (1765–1802) in Währing. Nach Schelkles Tod heiratete er am 14. Februar 1804 dessen Witwe Katharina Schelkle geb. Ratgeber (1770–1814) und übernahm Schelkles Betrieb in Währing Nr. 126. 1811 erhielt er die Erlaubnis, Klaviere zu verkaufen. Die Adresse seiner Werkstatt lautete zwischen 1811 und 1825 Auf der Wieden 182 und 102, bis er 1826 größere Räume im ehemaligen Tanzlokal „Mondscheinhaus“ hinter der Karlskirche bezog. 1822 legte er den Wiener Bürgereid ab, und zwei Jahre später wurde ihm der Titel eines „k. k. Hof-Instrumentenmachers“ verliehen. Als Auszeichnung für die Qualität seiner Instrumente erhielt er 1835 bei der ersten Gewerbs-Produkten-Ausstellung in Wien eine goldene Medaille. In dieser Zeit galt seine Fabrik als „die größte und renommirteste Wiens und des Kaiserthums“, und seine Instrumente „zeichnen sich durch sonoren effectvollen Ton, durch solide Stimmhaltung, dauerhaften und geschmackvollen Bau aus.“ 1841 verkaufte Graf sein Geschäft an den Klaviermacher Carl Andreas Stein.

## Werke
Grafs Klaviere wurden u. a. von berühmten Musikern wie Ludwig van Beethoven, Frédéric Chopin und Clara Schumann, geborene Wieck, gespielt. Der Hammerflügel aus Beethovens Besitz – eine Leihgabe Grafs an diesen, die ihm zunächst im Rahmen einer Reparatur seines Broadwood-Flügels, dann aber auf Lebenszeit überlassen wurde – ist heute im Beethoven-Haus in Bonn zu besichtigen. Clara Wieck erhielt 1839 im Rahmen ihres Wien-Besuchs oder 1840 zu ihrer Vermählung mit Robert Schumann – beide Darstellungen finden sich in den einschlägigen Quellen – einen Flügel von Conrad Graf zum Geschenk, der später in den Besitz von Johannes Brahms überging und heute im Kunsthistorischen Museum Wien steht.
Felix Mendelssohn bewunderte die Hammerflügel von Conrad Graf. 1832 erwarb er ein Instrument, das er in seinem Familienhaus und bei Konzerten in Berlin bespielte, später ein anderes für den Gebrauch in Düsseldorf. Andere Musiker, die Hammerflügel von Graf besaßen oder bespielten, waren Franz Liszt, Friedrich Kalkbrenner und Camille Pleyel. In den 1880er Jahren besaß und bespielte der junge Gustav Mahler ein sehr altes Klavier, einen Graf aus der Zeit um 1836.
Instrumente von Conrad Graf gelten neben den Instrumenten von Anton Walter, Stein und Andreas Streicher als Höhepunkte des süddeutschen und Wiener Klavierbaus und als Prototypen des Übergangs zum romantischen Klangideal im Klavierbau.
Im September 2018 wurde der erste internationale Chopin Klavierwettbewerb (veranstaltet vom „Fryderyk-Chopin-Institut“) auf der von Paul McNulty gebauten Kopie eines Hammerflügels von Graf aus dem Jahre 1819 gespielt.

## Aufnahmen
- The Atlantis Trio. Klaviertrios. Hammerflügel von Graf
- Viviana Sofronitsky. Franz Schubert. Wanderer Fantasy. Impromptus opp.90 & 142. Hammerflügel nach Graf von Paul McNulty
- Kristian Bezuidenhout with Jan Kobow. Franz Schubert. Die schone Mullerin. Hammerflügel nach Graf von Paul McNulty
- Ronald Brautigam. Ludwig van Beethoven. Complete Works for Solo Piano. Hammerflügel nach Graf, Walter und Stein von Paul McNulty
- Alexei Lubimov and his colleagues. Ludwig van Beethoven. Complete piano sonatas. Hammerflügel nach Stein, Walter, Graf und Buchholtz von Paul McNulty